# Spilogona aenea
Spilogona aenea är en tvåvingeart som beskrevs av Huckett 1965. Spilogona aenea ingår i släktet Spilogona och familjen husflugor. Inga underarter finns listade i Catalogue of Life.